# Гінкго більоба (Одеса, сквер ім. Мечникова)
Гі́нкго більо́ба — ботанічна пам'ятка природи місцевого значення в Україні. Об'єкт природно-заповідного фонду Одеської області. 
Розташована в місті Одеса, у сквері ім. Мечникова (при вул. Старопортофранківській). 
Площа — 0,02 га. Статус отриманий у 1979 році. Перебуває у віданні: комунальне підприємство «Міськзелентрест». 
Статус надано для збереження кількох екземплярів реліктового виду — ґінко дволопатевого.